# Pseudoceto pickeli
Pseudoceto pickeli är en spindelart som beskrevs av Cândido Firmino de Mello-Leitão 1929.
Pseudoceto pickeli ingår i släktet Pseudoceto och familjen flinkspindlar. Inga underarter finns listade i Catalogue of Life.